# Le Grand Faudé
Le Grand Faudé est un sommet du massif des Vosges culminant à 773 m d'altitude, entre les communes d'Orbey et de Lapoutroie, dans le département du Haut-Rhin, en France.

## Toponymie
Faudé fait référence aux mauvais esprits qui hanteraient le massif, en effet Faudé veut dire « faux dieu ».

## Tour
La tour qui se trouve au sommet a été construite par le Club vosgien de Kaysersberg-Lapoutroie en 1889. Elle servit aux Allemands lors de la Première Guerre mondiale et fut détruite par des obus de tirs français. Une tour d'une hauteur de 16,50 m prit sa place en 1934 et fut anéantie le 10 décembre 1944 par des tirs allemands avant d’être finalement reconstruite grâce à l’association des Amis de la Tour fondée en 1990. La tour actuelle a été inaugurée en 2002 et comporte 92 marches,. 

## Accès
Le Grand Faudé est accessible par différents sentiers de randonnée.